# Innerferrera
Innerferrera foi uma comuna da Suíça, no Cantão Grisões, com cerca de 39 habitantes. Estendia-se por uma área de 43,97 km², de densidade populacional de 1 hab/km². Confinava com as seguintes comunas: Ausserferrera, Avers, Madesimo (IT - SO), Mulegns, Piuro (IT-SO), Riom-Parsonz, Sufers.
A língua oficial nesta comuna era o Alemão.

## História
Em 1 de janeiro de 2008, passou a formar parte da nova comuna de Ferrera.